# Водные ресурсы Ингушетии
| р. Сунжа | р. Асса     |
| р. Сунжа | р. Назранка |

Водные ресурсы Ингушетии — гидрографические объекты находящиеся полностью или частично на территории северокавказской Республики Ингушетия (СКФО РФ). Имеют неравномерное распределение и значительно различаются по физико-географическим условиям, что связано с неоднородностью рельефа Ингушетии — часть республики занимают горы и возвышенности, а часть — равнины и низменности. Рельеф определяет и особенность природных областей Ингушетии — с юга на север они сменяются от высокогорных до полупустынных. Республиканские водные ресурсы активно используются в хозяйственной деятельности человека, а также гидротехнически обустраиваются — на севере Ингушетии имеется развитая ирригационная система.
Гидронимы Горной Ингушетии в большинстве своём этимологически восходят к терминам и названиям из языков нахской ветви — языков обитавших здесь издревле обществ нахских народов. Основное современное население республики — ингуши — прямые потомки этих обществ. На ингушском языке имеются названия почти всех гидронимов в республике, однако не все нахские названия закрепились в местной топонимии. Часть гидронимов Ингушетии этимологически восходит к кабардино-черкесскому, осетинскому, русскому и тюркским языкам, из-за того что названия данных гидронимов принимались как за основные вместо местных ингушских.

## Реки и каналы
В соответствии с Государственным водным реестром РФ все реки Ингушетии входят в речной бассейн Каспийского моря междуречья Терека и Волги (цифровой код 02), относящийся к Западно-Каспийскому бассейновому округу (цифровой код 07). Согласно данным правительства Ингушетии, на территории республики находится 720 бассейнов средних и малых рек, суммарная протяженность всех рек республики превышает 1 350 километров, в среднем на каждый квадратный километр площади приходится свыше 590 м речной сети. Эти гидрографические показатели являются одними из самых высоких в масштабе Северо-Кавказского федерального округа РФ.
Крупнейшей водной артерией Северо-Восточного Кавказа является Терек, однако, по Ингушетии река протекает лишь на небольшом отрезке на юге республики вдоль границы с Северной Осетией (направление с юга на север; Джейрахский район). Основными реками Ингушетии являются: приток Терека река Сунжа (приоритетный водохозяйственный объект; направление с запада на восток; Назрановский и Сунженский районы, а также городские округа Магас, Назрань, Карабулак), приток Сунжи — река Асса (направление с юга на север; Сунженский и Джейрахский районы).
Помимо неоспоримой ценности для хозяйственной деятельности человека, реки Ингушетии несут и негативное воздействие. Одним из наиболее распространенных проявлений такого воздействий является подтопление территорий (участки рек Сунжа, Асса, Назранка и Конч). Наибольший подъём уровня воды в реках Ингушетии наблюдается летом, при таянии ледников и выпадении обильных ливневых осадков. Также проблемой рек в республике является паводкоопасность (некоторые территории Сунженского, Джейрахского районов, города Карабулака) и абразия берегов водных объектов.
Таблица данных рек и каналов Ингушетии согласно ГВР (информация из иных источников снабжена примечаниями):
| Название и местоположение | Название и местоположение | Название и местоположение             | Название и местоположение             | Название и местоположение             | Название и местоположение             | Общ. длина водотока | Общ. водосб. площадь | Длина в РИ | Код водного объекта по ГВР РФ |
| ------------------------- | ------------------------- | ------------------------------------- | ------------------------------------- | ------------------------------------- | ------------------------------------- | ------------------- | -------------------- | ---------- | ----------------------------- |
| ← Терек                   |                           |                                       |                                       |                                       |                                       | 623 км              | 43 200 км2           | …          | …2513                         |
| 177 км по пр. б.          | ← Сунжа                   |                                       |                                       |                                       |                                       | 278 км              | 12 000 км2           | …          | …5420                         |
|                           | 137 км по пр. б.          | ← Асса                                |                                       |                                       |                                       | 133 км              | 2 060 км2            | ок. 77 км  | …5482                         |
|                           |                           | 7,5 км по пр. б.                      | ← Фортанга                            |                                       |                                       | 69 км               | 525 км2              | …          | …5536                         |
|                           |                           |                                       | по лв. б.                             | ← Арштынка                            |                                       | …                   | …                    | …          | —                             |
|                           |                           |                                       | 25 км по лв. б.                       | ← Фаэтонка                            |                                       | 22 км               | 90,8 км2             | …          | …5574                         |
|                           |                           |                                       |                                       | по пр. б.                             | ← Чугунка                             | …                   | …                    | …          | —                             |
|                           |                           |                                       |                                       | по пр. б.                             | ← Солёная                             | …                   | …                    | …          | —                             |
|                           |                           |                                       |                                       | по пр. б.                             | ← Дубовая                             | …                   | …                    | …          | —                             |
|                           |                           |                                       |                                       | по пр. б.                             | ← Камышовая                           | …                   | …                    | …          | —                             |
|                           |                           |                                       | 40 км по пр. б.                       | ← Джил-Джоль                          | ← Джил-Джоль                          | 14 км               | 54,5 км2             | …          | …5567                         |
|                           |                           |                                       | по пр. б.                             | ← Сенгихли                            | ← Сенгихли                            | …                   | …                    | …          | —                             |
|                           |                           |                                       | 56 км по пр. б.                       | ← Мереджи                             |                                       | 13 км               | 108 км2              | …          | …5543                         |
|                           |                           |                                       |                                       | 3,5 км по лв. б.                      | ← без назв.                           | 10 км               | 40,9 км2             | …          | …5550                         |
|                           |                           | 27 км по пр. б.                       | ← Чемульга                            |                                       |                                       | 20 км               | 48 км2               | …          | …5529                         |
|                           |                           | по лв. б.                             | → к. Крыгин Ерик ?                    | → к. Крыгин Ерик ?                    |                                       | …                   | …                    | …          | —                             |
|                           |                           | по лв. б.                             | ← Ассенок ?                           |                                       |                                       | …                   | …                    | …          | —                             |
|                           |                           | по пр. б.                             | ← Яр Крутой                           | ← Яр Крутой                           |                                       | …                   | …                    | …          | —                             |
|                           |                           | по пр. б.                             | ← Мокрая                              |                                       |                                       | …                   | …                    | …          | —                             |
|                           |                           | по лв. б.                             | ← Ерусалимка                          |                                       |                                       | …                   | …                    | …          | —                             |
|                           |                           | по лв. б.                             | ← Тетрицкали                          |                                       |                                       | …                   | …                    | …          | —                             |
|                           |                           | по лв. б.                             | ← Сарту                               |                                       |                                       | …                   | …                    | …          | —                             |
|                           |                           |                                       | по пр. б.                             | ← Кенгхете                            | ← Кенгхете                            | …                   | …                    | …          | —                             |
|                           |                           | по пр. б.                             | ← Тхабахро                            |                                       |                                       | …                   | …                    | …          | —                             |
|                           |                           | 103 км по пр. б.                      | ← Гулой-Хи                            |                                       |                                       | 24 км               | 161 км2              | …          | …5505                         |
|                           |                           | 109 км по пр. б.                      | ← без назв.                           |                                       |                                       | 11 км               | 41 км2               | …          | …5499                         |
|                           | по лв. б.                 | ↔ к. Самашкинский ?                   | ↔ к. Самашкинский ?                   | ↔ к. Самашкинский ?                   |                                       | …                   | …                    | …          | —                             |
|                           | по пр. б.                 | ← к. Асса-Сунжа                       |                                       |                                       |                                       | …                   | …                    | …          | —                             |
|                           |                           | по лв. б.                             | ← Яндырка                             |                                       |                                       | …                   | …                    | …          | —                             |
|                           |                           |                                       | по пр. б.                             | ← Большая Яндырка                     | ← Большая Яндырка                     | …                   | …                    | …          | —                             |
|                           |                           |                                       | по лв. б.                             | ← Малая Яндырка                       | ← Малая Яндырка                       | …                   | …                    | …          | —                             |
|                           | 239 км по пр. б.          | ← Сурхохи                             |                                       |                                       |                                       | 9 км                | 88,5 км2             | …          | …5451                         |
|                           |                           | 1,5 км по пр. б.                      | ← Конч                                |                                       |                                       | 20 км               | 37,4 км2             | …          | …5475                         |
|                           |                           | по лв. б.                             | ← Бари-Эли                            |                                       |                                       | …                   | …                    | …          | —                             |
|                           | по лв. б.                 | ← Назранка                            |                                       |                                       |                                       | 29 км               | 0 км2                | …          | …3575                         |
| 390 км по пр. б.          | ←                         | ← Журуко                              |                                       |                                       |                                       | 21 км               | 163 км2              | …          | …5319                         |
| 482 км по пр. б.          | ← Камбилеевка             |                                       |                                       |                                       |                                       | 99 км               | 954 км2              | …          | …3541                         |
|                           | по лв. б.                 | ← Терчек                              |                                       |                                       |                                       | …                   | …                    | …          | —                             |
| 515 км по пр. б.          | → к. Алханчурт- ский      |                                       |                                       |                                       |                                       | 173 км              | 0 км2                | …          | …3054                         |
|                           | по лв. б.                 | ↔ к. Западная ветвь Алханчуртского к. | ↔ к. Западная ветвь Алханчуртского к. | ↔ к. Западная ветвь Алханчуртского к. | ↔ к. Западная ветвь Алханчуртского к. | 56 км               | 0 км2                | …          | …3061                         |
|                           | 108 км по пр. б.          | ← Ачалук                              |                                       |                                       |                                       | 18 км               | 213 км2              | …          | …3077                         |
|                           |                           | по пр. б.                             | ← Синий Камень                        |                                       |                                       | …                   | …                    | …          | —                             |
| 551 км по пр. б.          | ← Армхи                   |                                       |                                       |                                       |                                       | 28 км               | 298 км2              | …          | …3039                         |
|                           | по лв. б.                 | ← Млада                               |                                       |                                       |                                       | …                   | …                    | …          | —                             |
|                           | 19 км по лв. б.           | ← Шан-Дон                             |                                       |                                       |                                       | 15 км               | 82,1 км2             | …          | …3046                         |

## Озёра, пруды и водохранилища
| Название и местоположение     | Название и местоположение                                                   | Бассейн          | Площадь водоёма | Общ. водосб. площадь | Код водного объекта по ГВР РФ |
| ----------------------------- | --------------------------------------------------------------------------- | ---------------- | --------------- | -------------------- | ----------------------------- |
| без назв. (оз.)               | в 2 км к ЮЗ от горы Разрытая                                                | р. Сунжа         | 0,010 км2       | 0 км2                | …3380                         |
| без назв. (вдхр.)             | у селения Средние Ачалуки                                                   | р. Ачалук        | …               | …                    | —                             |
| без назв. (несколько вдхр.)   | между Алханчуртским к. и балкой Солдатская                                  | Алханчуртский к. | …               | …                    | —                             |
| без назв. (несколько вдхр.)   | по пр. б. Алханчуртского к., к СВ от предыдущих                             | Алханчуртский к. | …               | …                    | —                             |
| без назв. (вдхр.)             | по пр. б. Алханчуртского к., у впадения в него Зап. ветви Алханчуртского к. | Алханчуртский к. | …               | …                    | —                             |
| без назв. (пруд, 777 м НУМ)   | у селения Сурхахи                                                           | р. Конч          | …               | …                    | —                             |
| без назв. (пруд)              | в г. Назрань                                                                | р. Назранка      | …               | …                    | —                             |
| без назв. (вдхр.)             | к Ю от г. Назрань                                                           | р. Сунжа         | …               | …                    | —                             |
| без назв. (несколько вдхр.)   | у г. Карабулак                                                              | р. Сунжа         | …               | …                    | —                             |
| без назв. (несколько вдхр.)   | у селения Троицкая                                                          | р. Сунжа         | …               | …                    | —                             |
| без назв. (несколько вдхр.)   | у селения Орджоникидзевская                                                 | р. Сунжа         | …               | …                    | —                             |
| без назв. (несколько вдхр.)   | у селения Нестеровская                                                      | р. Асса          | …               | …                    | —                             |
| без назв. ? (несколько вдхр.) | у селения Серноводская                                                      | р. Сунжа         | …               | …                    | —                             |
| без назв. ? (несколько вдхр.) | у селения Ассиновская                                                       | р. Ассенок       | …               | …                    | —                             |
| Сомов ? (пруд)                | у селения Ассиновская                                                       | р. Ассенок       | …               | …                    | —                             |
| без назв. (вдхр.)             | в селении Аршты                                                             | р. Арштынка      | …               | …                    | —                             |
| без назв. (оз., 1493 м НУМ)   | к СЗ от ур. Ушхурты, около верш. 1526                                       | …                | …               | …                    | —                             |
| без назв. (оз., 2791 м НУМ)   | ущелье Берхи                                                                | …                | …               | …                    | —                             |
| без назв. (оз., 2844 м НУМ)   | ущелье Берхи                                                                | …                | …               | …                    | —                             |
| без назв. (оз.)               | ледник Кидагано, к Ю от верш. 2788                                          | …                | …               | …                    | —                             |
| без назв. (оз.)               | ледник Кидагано, к С от верш. 2788                                          | …                | …               | …                    | —                             |
| без назв. (оз., 1982 м НУМ)   | СВ оконечность хр. Юкуруломдук                                              | …                | …               | …                    | —                             |
| без назв. (оз.)               | к Ю от предыдущего                                                          | …                | …               | …                    | —                             |
| без назв. (оз.)               | к Ю от предыдущего                                                          | …                | …               | …                    | —                             |
| без назв. (оз., 2821 м НУМ)   | к З от р. Шон-Дон                                                           | р. Шон-Дон       | …               | …                    | —                             |
| без назв. (оз.)               | у В берега р. Шон-Дон                                                       | р. Шон-Дон       | …               | …                    | —                             |

## Подземные воды, родники
На 2014 год централизованным водоснабжением в Ингушетии охвачено около 85 % населения, основным источником питьевой воды в республике являются подземные воды. Иногда для водоснабжения используются и децентрализованные источники — родники. Большее число родников Ингушетии находятся в её горной части, в поселениях Джейрахского района используют для водоснабжения 24 родника; также родники используют в некоторых поселениях Сунженского района (Мужичи, Алхасты, Галашки). Имеются родники и на Ингушской равнине, где они обеспечивают водой часть поселений Назрановского района (Яндаре, Сурхахи).
В горах и на Терско-Сунженской возвышенности имеются минеральные источники: серные, солёные, щелочные и углекислые. Некоторые из источников Сунженского и Терского хребтов имеют высокую температуру. Вода многих родников этого региона обладает целебными свойствами. В массиве горы Ушкорт из родников берёт начало главная водная артерия Ингушетии — река Сунжа.

## Карты
- Карты  Генштаба СССР (система координат 1940 г., БСВ). — Масштаб: в 1 см 2 км (1 : 200 000), в 1 см 1 км (1 : 100 000) и в 1 см 500 м (1 : 50 000); состояние местности на 1981—1988 гг. — Изданы с оригинала ГУГК СССР, 1979—1990. — (составлены по карте масштаба 1 : 50 000, созданной по материалам съёмки 1945-1960 гг. и исправлены по карте масштаба 1 : 50 000, обновлённой в 1975-1988 гг.).
- Карты ФГУП «Государственного научно-внедренческого центра геоинформационных систем и технологий» («Госгисцентр»). — Масштаб: в 1 см 2 км (1 : 200 000), в 1 см 1 км (1 : 100 000), в 1 см 500 м (1 : 50 000), в 1 см 250 м (1 : 25 000). — М., 2001.